# Antônio Cedraz

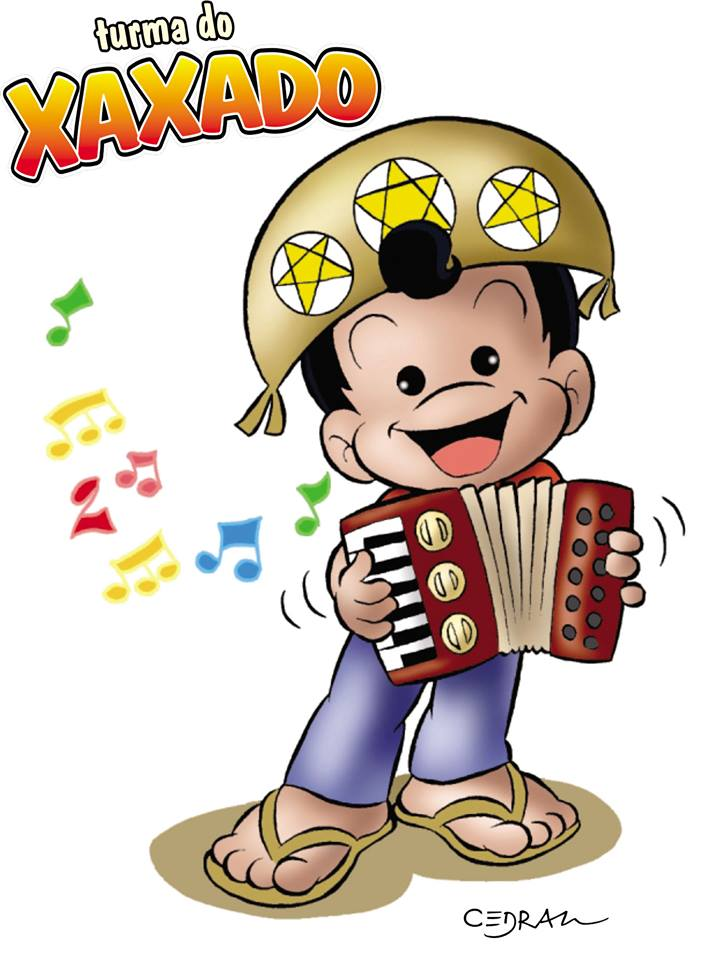
Xaxado tocando

Antônio Luiz Ramos Cedraz (Miguel Calmon, 4 de maio de 1945 — Salvador, 11 de setembro de 2014) foi um importante cartunista brasileiro, autor da Turma do Xaxado, Mestre do quadrinho Nacional.

## Vida
Nascido em uma fazenda no município de Miguel Calmon no interior da Bahia, aos 10 anos mudou-se com a família para Jacobina onde teve contato pela primeira vez com as histórias em quadrinhos. Começou a desenhar aos 16 anos vendo um colega desenhar; se formou em Magistério, unica opção na cidade."Depois, foi ser bancário e mudou-se para Salvador, pois queria continuar os estudos e fazer curso superior. Como já era casado e trabalhava no banco o dia inteiro, não podia concluir os estudos e só cursou por dois anos o curso de Artes Plásticas na UFBA."
Criou diversos personagens entre eles: A Turma do Joinha, a Turma do Pipoca, Os Guris e A Turma do Xaxado, seu ultimo trabalho. Foi com esta Turma que ele finalmente conseguiu projeção nacional ganhando várias vezes o HQ Mix, importante prêmio brasileiro das histórias em quadrinhos. Seus trabalhos foram publicados em jornais de todo o Brasil e publicado por algumas editoras. Suas tirinhas são utilizadas em diversos livros didáticos. Ilustrou os folhetos de cordel inspirados em cantigas de roda com versos do cordelista Antônio Barreto: Cravo Brigou com a Rosa (2009), Atirei o Pau no Gato (2010) e Pai Francisco Entrou na Roda (2010).
```
Faleceu em Salvador em 11 de setembro de 2014.
[
2
]
```

Foi o autor homenageado, em 2015 na FIQ – Festival Internacional de Quadrinhos de Belo Horizonte.

"O trabalho do quadrinista baiano tem características muito próprias, diretamente ligadas aos costumes e falares nordestino. Isto se deve, sem sombra de dúvida, à sua origem sertaneja e à sua vivência com o campo e a natureza. Para ele, os seus personagens são a ficção que se confunde com a realidade. Com essa verve, o artista encontra no seu próprio ambiente a matéria prima para moldar suas criações."

## Criações

### A Turma do Xaxado
A Turma do Xaxado apresenta ao universo infantil a simplicidade da vida no sertão nordestino misturando o real e o imaginário mas sempre representando de maneira bem original o povo desta região. Começaram a ser publicadas em 1998 no suplemento "A Tarde Municípios", do jornal A Tarde, duas vezes por semana; com o sucesso passaram a ser publicadas diariamente no Caderno 2 do jornal. Rompendo as barreiras do território baiano as tiras foram publicadas em outros estados e outros países como Angola, Cuba e Portugal. Em 2003, o Projeto a Turma do Xaxado recebeu apoio institucional da UNESCO.

Seu "personagem principal, segundo Gonçalo Junior "tem o perfil do bom menino, preocupado com questões sociais e ecológicas e que sonha em ser um sanfoneiro famoso".
"A Turma do Xaxado tem um aspecto singular para a educação de crianças: os personagens e ambiência são nordestinos, retratam nossa cultura, nossos problemas e potencialidades. A turma é inteligente, afetiva, criativa e o dialogo tem argumentos altos, de nível crítico, humorístico e poético. Essa turma tem sido grande aliada das escolas do Brasil, onde estudantes de todas as idades tem descoberto e ampliado o prazer pela leitura e a escrita criativa."
Muito utilizada por seu conteúdo pedagógico, as histórias da Turma do Xaxado divertem e educam, trazendo uma linguagem simples que contempla adultos e crianças, trabalhando temas áridos de maneira lúdica. Citada em alguns livros como apoio pedagógico aos professores contemplando diversos componentes curriculares a exemplo de Língua Portuguesa, História e Geografia.

Em 2009, o autor foi convidado a participar do livro MSP 50, criado para homenagear os 50 anos do quadrinista Maurício de Sousa, Cedraz criou uma história onde o Cascão encontra com a Turma do Xaxado.
A Turma do Xaxado teve duas revistas em quadrinhos por editoras paulistas: uma pela Editora Escala e outra pela HQM Editora.

## Obras
1000 Tiras em Quadrinhos, Editora Cedraz, 2009

A Lamparina Mágica, Coleção Outras Histórias, Editora Cedraz, 2007

Crie a História, Editora Cedraz, 2011

Histórias do Saci, Editora Cedraz, 2004

Imaginação e Outras Histórias, Editora Cedraz, 2007

Jacobina: a cidade do ouro, Editora Cedraz, s/d

Mama África, Editora Cedraz, 2006

Resistência e Coragem: A história de Zumbi dos Palmares, Editora Cedraz, 2009

Vamos Rezar, Editora Paulinas, 2006

Xaxado: Ano 1, editora Cedraz, 2003

Xaxado: Ano 2, editora Cedraz, 2005

A Caixa do Pai Dorá, Coleção Histórias Fantásticas, Editora Cedraz, 2006

A Vaca Preguiçosa, Coleção Histórias Fantásticas, Editora Cedraz, 2006

O Cabrito Encantado, Coleção Histórias Fantásticas, Editora Cedraz, 2006

O Dragão da Maldade, Coleção Histórias Fantásticas, Editora Cedraz, 2006

O Presente Celestial, Coleção Histórias Fantásticas, Editora Cedraz, 2006

Um Time do Outro Mundo, Coleção Histórias Fantásticas, Editora Cedraz, 2006

### Com outros escritores
A Península de Itapagipe, com Cecy Ramos, Editora Cedraz, 2009

O Cravo Brigou com a Rosa, Antonio Carlos Barreto, ilustrações Antonio Cedraz, Editora Conhecimento, 2009

Atirei o Pau no Gato, Antonio Carlos Barreto, ilustrações Antonio Cedraz, Editora Conhecimento, 2010
Pai Francisco Entrou na Roda, Antonio Carlos Barreto, ilustrações Antonio Cedraz, Editora Conhecimento, 2010

## Prêmios
1989 - Destaque no 2º Encontro Nacional de Histórias em Quadrinhos

2000 - Melhor Álbum Infantil do Brasil - Troféu HQ Mix

2002 - Melhor Álbum Infantil do Brasil - Troféu HQ Mix
2002 - Mestre do Quadrinho Nacional - Prêmio Ângelo Agostini

2003 - Melhor Revista em Quadrinhos Infantil do Brasil - Troféu HQ Mix

2004 - Melhor Revista em Quadrinhos Infantil do Brasil - Troféu HQ Mix

2006 - Melhor Álbum Infantil do Brasil - Troféu HQ Mix
2007 - Melhor Álbum Infantil do Brasil - Troféu HQ Mix